# Анастасије I
Флавије Анастасије (лат. Flavius Anastasius), познатији као Анастасије I, био је источноримски (византијски) цар од 491. до 518. године. Анастасије I је остао упамћен као присталица монофизитског учења, али и као велики реформатор источноримског монетарног и фискалног система.

## Порекло
Анастасије је рођен у Диракијуму, у Илирији. Време његовог рођења није познато и обично се датира у 430. или 431. годину. Будући цар рођен је у породици илирског порекла, као син Помпеја, који је био племић у Диракијуму, и његове жене Анастасије Константине. Његова мајка припадала је аријанству и била је сестра аријанца Клеарха.
Преко мајке, Анастасије је био у сродству са Констанцијем Галом чија је жена била Константина, ћерка Константина Великог.
Пре доласка на престо, Анастасије је био веома успешан финансијски службеник. Анастасије је био познат по томе што је имао једно црно и једно плаво око (хетерохромија) и због тога је добио надимак Дикор (на грчком Δίκορος).

## Успон на престо
Анастасије је дошао на престо након смрти цара Зенона 11. априла 491. године по вољи претходникове удовице Елије Аријадне. Царица је била кћи Лава I и мајка прерано преминулог Лава II, тако да је цариградска светина на хиподрому акламацијом затражила да она одреди новог "православног, безгрешног и великодушног" цара. Царица се затим повукла у палату и пред сенаторима и осталим достојанственицима, Урбиције, утицајни велики коморник је, уз подршку патријарха Еуфемија (490—496), обезбедио да Аријадни припадне право да одреди новог владара. Њен избор пао је на шездесетогодишњег великодостојника, силентарија Анастасија.
Сам Анастасије је био познат по својој побожности, али не и посвећености православљу, већ монофизитском учењу које је 451. на Четвртом васељенском сабору у Халкедону осуђено као јерес. Међутим, и поред тога монофизитизам је и даље уживао снажна упоришта у Египту и Сирији. Са тим у вези треба посматрати и Анастасијев неуспели покушај да 488. започне каријеру клирика баш као патријарх сиријске метрополе Антиохије. У Зеноново време, Анастасије је био на релативно скромном положају на двору: био је један од три декуриона (десетара, каплара) силентарија, достојанственика задужених за одржавање реда на двору и надзор над церемонијалним ритуалима. Као силентарије Анастасије је био члан реда спектабила, другог од три ранга у хијерархији цариградских сенатора.
Избор Анастасија није протекао глатко у највишим круговима. Патријарх Еуфемије је пристао да крунише већ проказаног јеретика Анастасија једино ако овај потпише декларацију да прихвата халкедонски симбол вере. Анастасије је пристао и патријарх га је крунисао 20. априла 491. године уз одушевљено клицање окупљених војника (којима је нови цар исплатио регуларни дар у новцу) и окупљеног народа: „Владај дуго колико си досад живео!" Месец дана касније, Анастасије је оженио Елију Аријадну и тако формално продужио династију Лава I.

## Побуна Исавријанаца
Избор Анастасија за цара косио се и са жељом преминулог цара Зенона који је одредио да га наследи брат Лонгин. Анастасије је Лонгина протерао у Египат, а затим је, након демонстрација на хиподрому, и Константинопољ очистио од Зенонових саплеменика Исавријанаца. Исавријанци су већ двадесетак година држали високе позиције у престоници, али као дошљаци и варвари, навукли су на себе мржњу житеља Града. Анастасије је затим конфисковао имовину изгнаних и самог Зенона и све је продао на јавној аукцији. Ипак, Исавријанци су још увек били бројни и добро организовани у планинама источне Мале Азије. Избеглице из Цариграда су се склониле у своју постојбину и окупили велику војску од наводно сто хиљада људи на челу са Лонгином из Кардале, бившим царским канцеларом. Међутим, ова војска је доживела тежак пораз од стране царских снага код Котеја (Cotyaeum) у Фригији већ на самом почетку побуне 491. Након тога исавријске вође су се повукле у планине и наставили су да пружају жилав отпор царској војсци. Лонгин из Кардале је најзад ухваћен и погубљен у Цариграду 497. године а устанак Исавријанаца је дефинитивно угушен 498. године. Цар је за казну групе пркосних горштака населио у Тракију.

## Рат са Персијом
Током 5. века два велика царства, Византијско и Персијско, су била у миру пошто су и једном и другом претили номадски народи са доњег Дунава, односно из Закавказја. Штавише, цариградски двор је редовно исплаћивао ситан данак сасанидском краљу како би та сума била употребљена за одбрану кавкаских пролаза од Хуна. Када се 483. године навршио рок од 120 година на колико је 363. цар Јовијан препустио важну пограничну тврђаву Низибис Шапуру II, Зенон је одбио да исплаћује данак даље ако му се не врати Низибис. Најзад, када се краљ Кавад I по други пут попео на сасанидски престо 498., затражио је исплату данка од Анастасија не би ли исплатио своје хунске најамнике. Анастасије, природно, није желео да Кавад учврсти свој положај и одбио је да га исплати. Тада је персијски краљ прекршио Стогодишњи мир из 422. године и у августу 502. упао у Јерменију.
Изненадни упад Персијанаца на самом крају ратне сезоне довео је до пада неколико римских тврђава, укључујући и Амиду у јануару 503. године. Тек када су вести о паду Амиде стигле у Цариград, Анастасије је опремио бројну војску који је поверио тројици међусобно завађених војсковођа, Аеробинду, Патрикију и свом сестрићу Ипатију. Једина позитивна ствар коју је царска војска извела 503. била је одбрана Едесе, коју су њени житељи одбранили уздајући се у реликвију коју су чували: писму које је Исус послао њиховом кнезу Агбару. Наредне 504. године, Анастасије је послао Целера, свог канцелара (magister officiorum), као врховног команданта, док је Ипатије опозван у Константинопољ. Овога пута иницијатива је била на страни Византинаца, персијске пограничне провинције су похаране, а Патрикије је опсадом натерао Амиду на предају (почетак 505. год.). Пошто је 505. Кавад поново заратио са Белим Хунима пристао је да склопи мир на седам година са Целером. Кратак али тежак рат са Персијом, Анастасије је успешно окончао тако што је, упркос протестима немоћног Кавада, утврдио Теодосиопољ, најзначајнију тврђаву римске Јерменије, и подигао насупрот Низибису тврђаву Анастасиопољ. Поучен искуством управо минулог рата, цар је тврђаву опремио силосима, цистерном и са два јавна купатила.

## Монетарне и фискалне реформе
Свакако највеће достигнуће Анастасијеве владе биле су његове реформе новчаног и пореског система. Цар је већ 494. извео реформу монете тако што је утврдио вредност бакарног новца (follis) чија је основа током турбулентног 5. века искварена. Ситни бронзани апоени строго утврђене вредности остали су у Византији у употреби све до краја 7. века. У сваком случају, реформа нижих апоена показала је да се царство опоравило у економском погледу и да се лагано враћало новчаној привреди. Овакав Анастасијев потез пропраћен је и реформом фискалног система. Уз помоћ вештих саветника, на челу са Марином Сиријцем, царска влада је предузела неколико смелих мера. За почетак, порез на земљу је уместо у натури, сада исплаћиван делимично у новцу. Рурално становништво је тиме још теже притиснуто, али је држава своје пореске вишкове, који су понекад пропадали кварењем намирница, сада могла да лакше сакупи и инвестира. Стриктнија контрола је посвећена самом процесу сакупљања пореза пошто су царски чиновници (vindices) сада преузели на себе сакупљање пореза и контролу локалних власти. Пажљивије прикупљање пореза и пребацивање тежишта на сеоско становништво помогло је укидању старог пореза наметнутог градским занатлијама и трговцима (collatio lustralis) 498. године. Цар је тиме сачувао популарност и ослонац код градске популације. Новац који је сакупљан омогућио је да цар финансира опремање и исплату војске, обнову и изградњу пограничних тврђава, не само на Истоку, већ и на Балкану. Балканске провинције су од 493. године на сваких неколико година пустошене од номадских Бугара и њихових суседа Словена (499, 502, 517. год.). Пошто су Византијци трпели тешке губитке на Балкану, Анастасије је 507. завршио радове на изградњи Дугих зидова, који су се налазили неких шестдесетак km западно од Цариграда и повезивале су обале Мраморног и Црног мора.

## Анастасијева верска политика
Као што је већ поменуто, Анастасије је још пре доласка на престо био познат по својим монофизитским уверењима. Нови цар је покушао да настави политику његовог претходника Зенона који је 482. издао Хенотикон (Едикт о уједињењу) у коме су потврђени закључци прва три васељенска сабора, али не и Халкедонског који је осудио монофизитизам. Хенотикон је био непопуларан и код православних и код монофизита, а довео је и до првог раскида између црквених средишта Рима и Константинопоља до Акакијеве шизме (484—519). У сваком случају, Анастасијева у почетку притајена подршка монофизитизму је доводила до честих немира у Цариграду. Патријарх Еуфемије, који се од самог почетка није могао рачунати у цареве савезнике, одржавао је тајне везе са папом Феликсом од кога је тражио подршку против цара. Са друге стране, патријарси Александрије и Јерусалема су оптужили Еуфемија за приврженост несторијанству, осуђеном на Трећем васељенском сабору, тако да је цариградски патријарх свргнут на синоду у Цариграду 496., а Хенотикон је потврђен. На место патријарха доведен је аскета Македоније II, присталица халкедонског симбола вере, који је на почетку понтификата ипак потписао Хенотикон. Временом су односи између цара и патријарха захладнели, Македоније је јавно напао цара као манихејца, а заузврат је натеран да напусти место патријарха у августу 511. године, на новом синоду у престоници. Поред тога, цар је добио назад своју изјаву о привржености православљу коју је потписао приликом доласка на престо, а која је до тада била чувана у патријаршијској ризници. Најзад, Анастасије је успео да на место патријарха доведе присталицу монофизитизма, Тимотеја I.
Позиције монофизита су ојачале у Цариграду коју годину пре избора Тимотеја за патријарха. Цар је 508. свечано примио у престоницу истакнутог вођу монофизита Севера из Созопоља (у Пизидији, Мала Азија) који је стигао у пратњи око две стотине монофизитских монаха. Ови сиријски калуђери донели су са собом и додатак песми Тројесветих која, иако фундаментално није задирала у халкедонски симбол вере, ипак је жестоко провоцирала православно становништво Цариграда. У недељу, 4. новембра 512. године, у саборној цркви Св. Мудрости избио је сукоб између монофизита и православних који ни војска није могла да сузбије. У уторак, 6. новембра, православни су се утаборили на Константиновом форуму, порушили Анастасијеве статуе и извикали војсковођу Аеробинда, мужа унуке Валентинијана III, за цара. Аеробинд је избегао ову опасну почаст, а наредног дана, 7. новембра, цар је сазвао народ на хиподром објављујући да је спреман да абдицира. Појава старог и достојанственог цара, овога пута без круне на глави, ганула је побуњенике који су га сада позвали да се врати на престо. Анастасије није пропустио такву прилику, а његова наклоност монофизитизму је расла како је старио и доприносила је постепеном паду цареве популарности. Последњи потез који је погоршао ситуацију било је збацивање толерантног Флавијана са места патријарха Антиохије и долазак на његово место вође монофизита Севера из Созопоља. Иако је Север Антиохијски (512—518) у току неколико година обезбедио превагу монофизитизма у Сирији, непосредне последице његовог успона царска влада осетиће у Тракији.

## Виталијан и Анастасијеве последње године
Незадовољство неисплаћених војника, православних верника и сељака оптерећених порезима нашло је свог заточника у војсковођи Виталијану, сестрићу свргнутог патријарха Македонија. Виталијан је био родом из Доње Мезије (данашња Бугарска) и и поред свог варварског порекла (Гот?) и ниског стаса, важио је за храброг и препреденог војсковођу. У Тракији, где је командовао савезничким одредима варвара, Виталијан је 513. подигао побуну против Анастасија и прогласио се за цара. На челу војске од око 50.000 људи, узурпатор је потом кренуо на Цариград. Међутим, стари Анастасије је још увек чврсто држао престоницу, обезбедио је пореским олакшицама верност азијских провинција и поткупио официре које му је Виталијан послао као преговараче. Немоћан да уђе у Константинов град, Виталијан се затим повукао у родну Доњу Мезију где је успешно реорганизовао војску. У неколико наврата је 514. тешко потукао цареву војску и заробио Анастасијеве војсковође укључујући и царевог сестрића Ипатија. Исте године је Виталијан поново притиснуо Цариград и овога пута је изнудио уступке од цара. Анастасије га је именовао за врховног војног заповедника Тракије, исплатио му 9 000 фунти злата на име откупнине за Ипатија и најзад, обећао одржавање новог васељенског сабора. Почетак сабора је заказан за 1. јул 514. године, али су посланици папе Хормизда наишли на опструкцију коју је спроводио цар. Од сабора дакле, није било ништа, а без сабора цар није хтео да обезбеди повратак православних епископа. Виталијан је сада поново повео своју војску на Цариград, овога пута је наметнуо поморску битку у заливу Златни Рог. Царска флота је ипак однела победу захваљујући проналаску извесног Прокла из Атине, хемијском раствору помоћу којих су непријатељски бродови запаљени (претходница „грчке ватре"). Након пораза, Виталијан и већина његове војске се повукла у Анхијал на обали Црног мора. Одатле је поново узнемирио царску владу 518., године, последње године Анастасијеве владавине.
Царица Елија Аријадна преминула је крајем 515. године, а сам Анастасије I ју је надживео закратко пошто је умро 8. јула 518. године. Анастасије и Аријадна су у поодмаклим годинама склопили брак тако да нису оставили потомства. Цар је пак, имао сестриће који нису успели да се докопају престола, мада је Ипатијева породица задржала висок друштвени положај у наредних пет генерација. Анастасијева владавина је у верском погледу показала непомирљивост између завађених струја унутар хришћанске цркве. Раскол са Римом, само је помогао консолидацију власти Вандала у Африци и Острогота у Италији. Са друге стране, победама над Персијанцима и Исавријанцима Царство је потврдило своју надмоћ на Истоку. Појава нових непријатеља на Дунаву, азијатских Прото-Бугара и Словена одредиће византијску историју у наредним вековима. Анастасије је био савестан владар и захваљујући његовој владавини Царство је сигурно закорачило у економску стабилност. Владавина Анастасија, у почетку скромног дворског чиновника, и његово одолевање војничким заверама и устанцима, показала је превагу престоничке и дворске-чиновничке аристократије над војним елементима варварског порекла. Тиме је Источно царство избегло усуд Западног, а Анастасије је за собом оставио у царској благајни нестварно високу суму од 320.000 фунти злата (1 фунта = око 320 грама). Ова средства, као и трајност реформи које је Анастасије спровео, биће у темељу великих достигнућа Јустинијанове владавине.